# Enologija
Enologija je veda o predelovanju grozdja in negi vin. Ime je skovanka grških izrazov oenos (οίνος) - vino in končnice logos (λόγος), ki pomeni veda. Enologija se ukvarja s pridelavo vina od trgatve naprej. Enologija se ukvarja tudi z vsemi drugimi alkoholnimi pijačami, ki se izdelujejo iz vina. Tako enologi po navadi sodelujejo tudi pri proizvodnji konjaka, brandyja, pa tudi pri izdelavi vinskega kisa. Kot veda se enologija naslanja v veliki meri na naravoslovne znanosti, kot so kemija, biokemija, mikrobiologija in fizika ter jih postavlja v prakso. Strokovnjak za enologijo se imenuje enolog.